# Liste des voies du 5e arrondissement de Paris

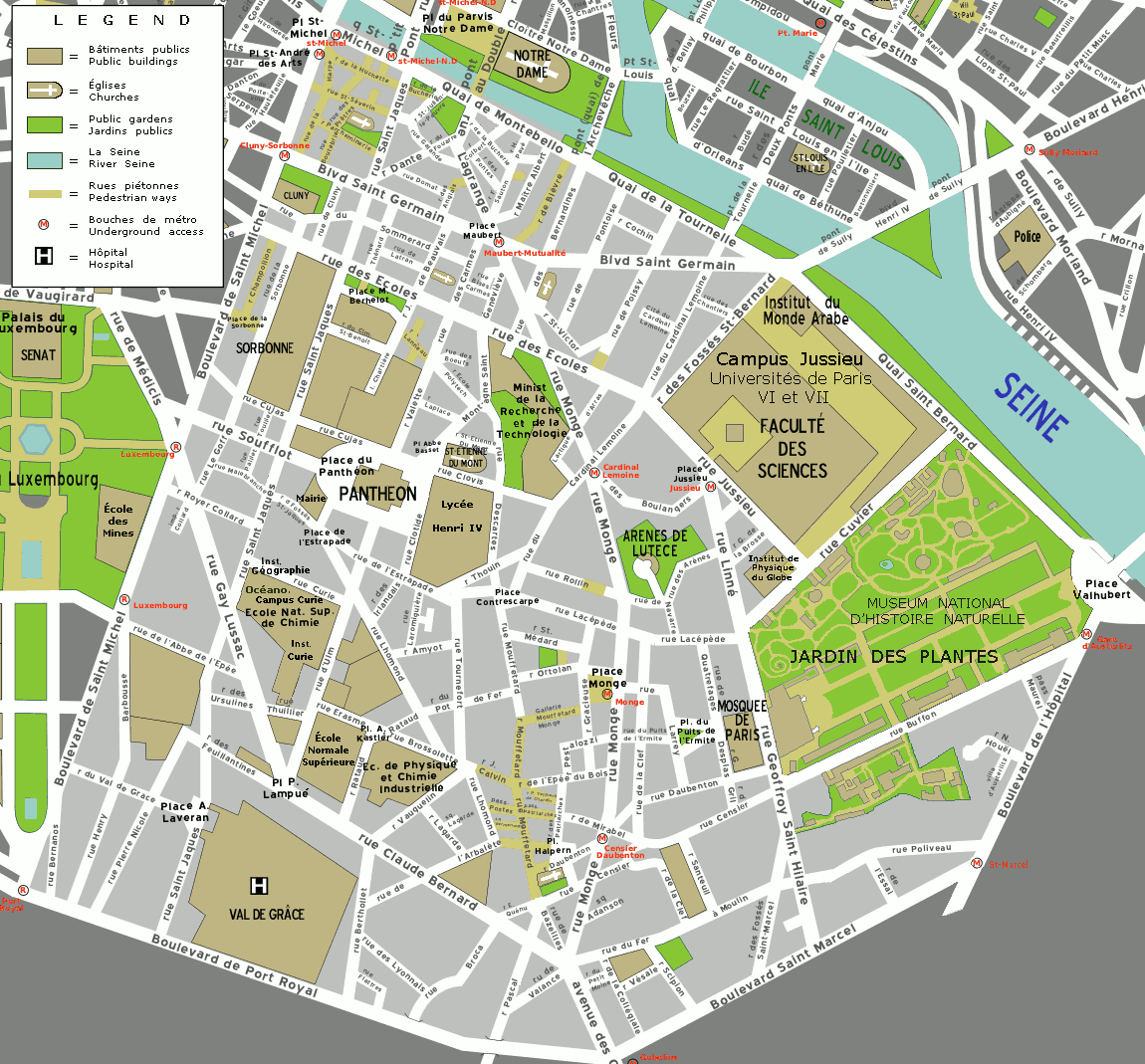
Plan du 5e arrondissement de Paris.

Cet article donne une liste des voies du 5e arrondissement de Paris, en France.

## Liste

### A
- Haut – A
- B
- C
- D
- E
- F
- G
- H
- I
- J
- K
- L
- M
- N
- O
- P
- Q
- R
- S
- T
- U
- V
- W
- X
- Y
- Z

- Place de l'Abbé-Basset
- Rue de l'Abbé-de-l'Épée
- Parvis Abdelkader-Mesli
- Square Adanson
- Place Alfred-Kastler
- Place Alphonse-Laveran
- Rue Amyot
- Rue des Anglais
- Rue de l'Arbalète
- Pont de l'Archevêché
- Rue des Arènes
- Rue d'Arras

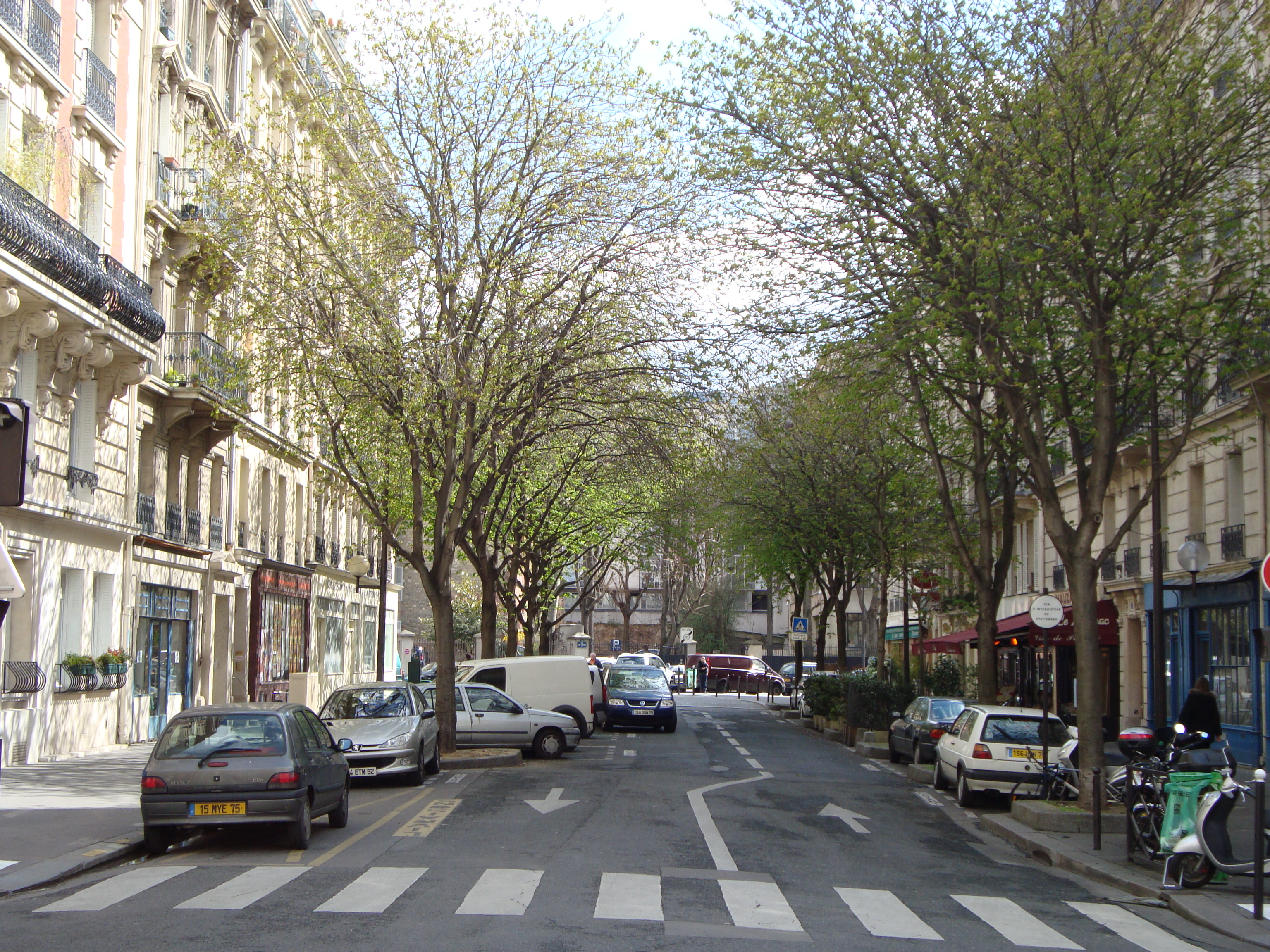
La rue de l'Abbé-de-l'Épée.

- Cité d'Austerlitz ou Villa Austerlitz
- Pont d'Austerlitz

### B

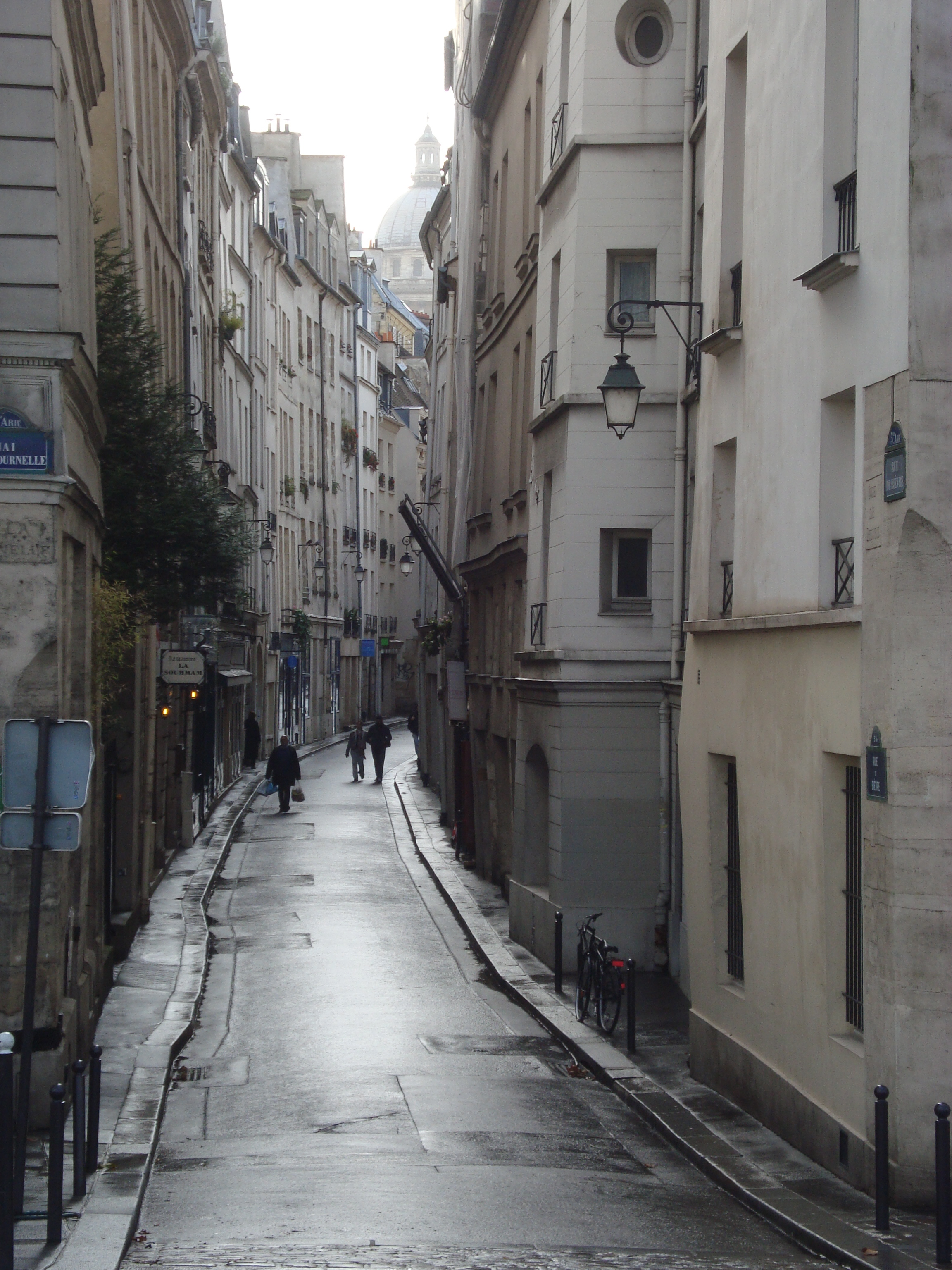
Rue de Bièvre.

- Haut – A
- B
- C
- D
- E
- F
- G
- H
- I
- J
- K
- L
- M
- N
- O
- P
- Q
- R
- S
- T
- U
- V
- W
- X
- Y
- Z

- Voie B/5 (Voie sans nom de Paris)
- Rue Basse-des-Carmes
- Rue de Bazeilles
- Place Benjamin-Fondane
- Place Bernard-Halpern
- Rue des Bernardins
- Rue Berthollet
- Rue de Bièvre
- Rue Blainville
- Impasse des Bœufs
- Rue des Boulangers
- Rue Boutebrie
- Impasse Bouvart
- Rue Broca
- Rue de la Bûcherie
- Rue Buffon

### C

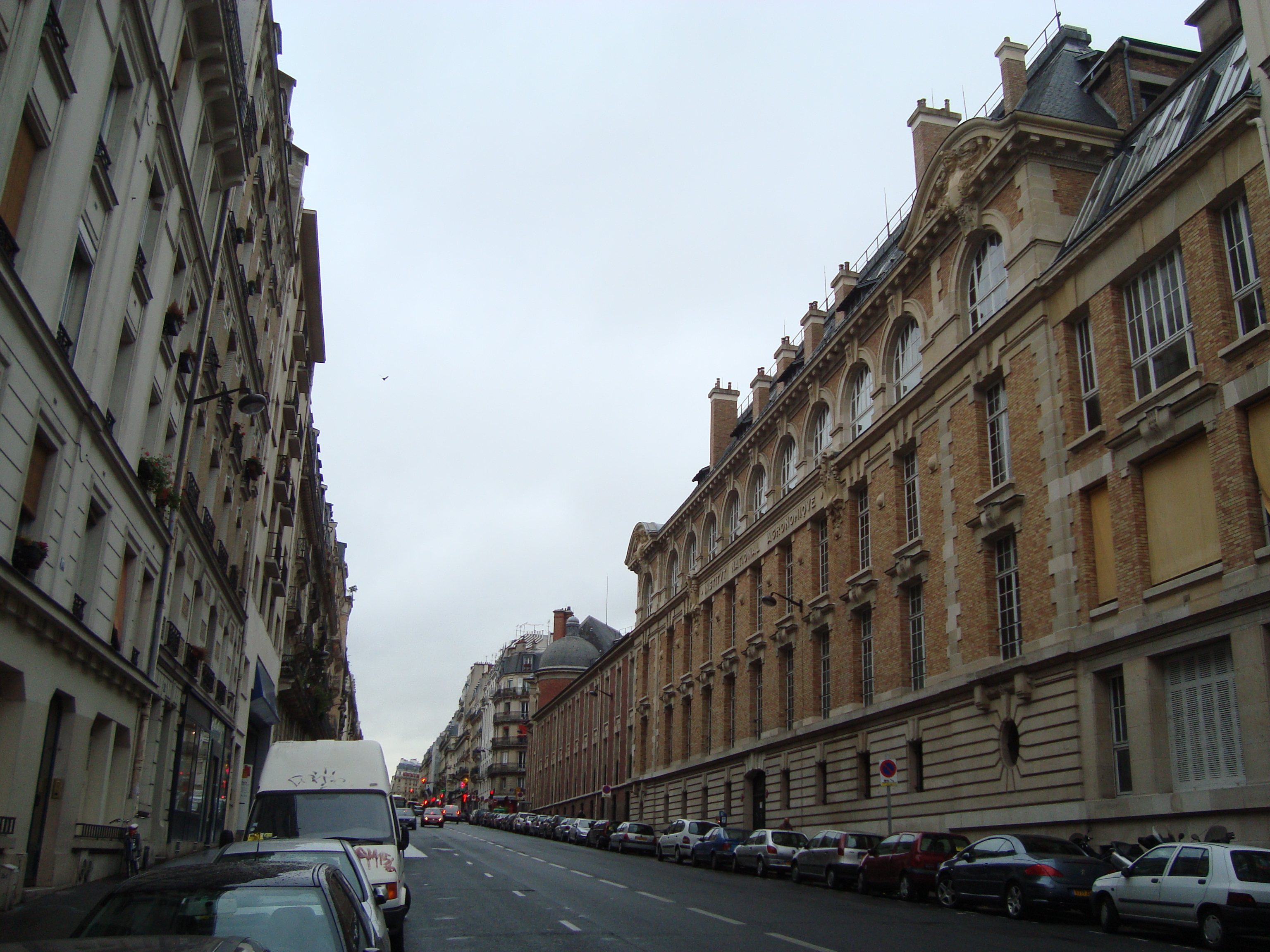
La rue Claude-Bernard et l'Institut national agronomique.

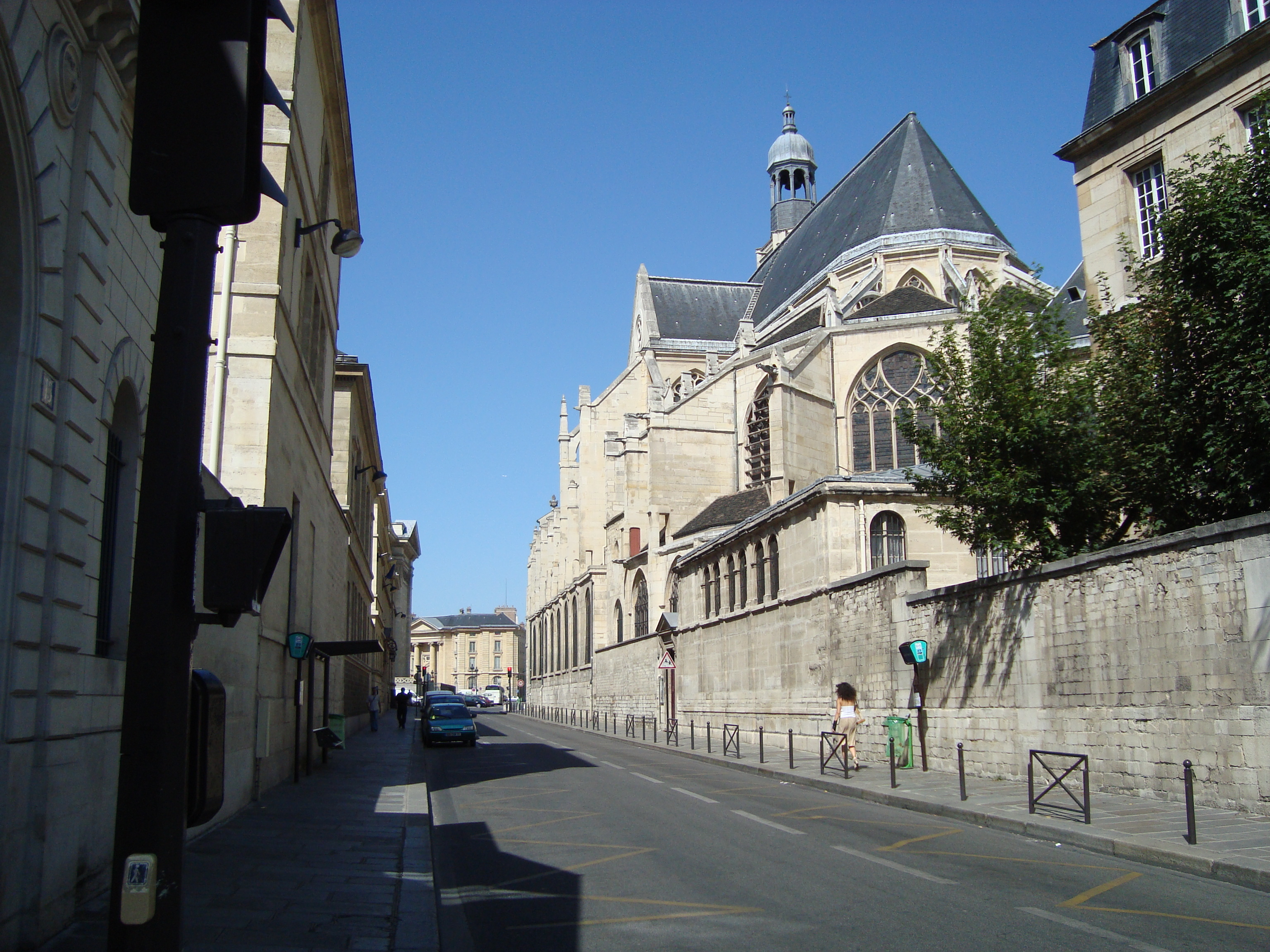
La rue Clovis et l'église Saint-Étienne-du-Mont.

- Haut – A
- B
- C
- D
- E
- F
- G
- H
- I
- J
- K
- L
- M
- N
- O
- P
- Q
- R
- S
- T
- U
- V
- W
- X
- Y
- Z

- Rue de Candolle
- Cité du Cardinal-Lemoine
- Rue du Cardinal-Lemoine
- Rue des Carmes
- Rue Censier
- Rue Champollion
- Rue des Chantiers
- Impasse Chartière
- Rue du Chat-qui-Pêche
- Rue du Cimetière-Saint-Benoist
- Rue Claude-Bernard
- Place Claude-Sautet
- Rue de la Clef
- Passage du Clos-Bruneau
- Rue Clotaire
- Rue Clotilde
- Rue Clovis
- Rue de Cluny
- Rue Cochin
- Rue de la Collégiale
- Place de la Contrescarpe
- Rue Cujas
- Rue Cuvier

### D

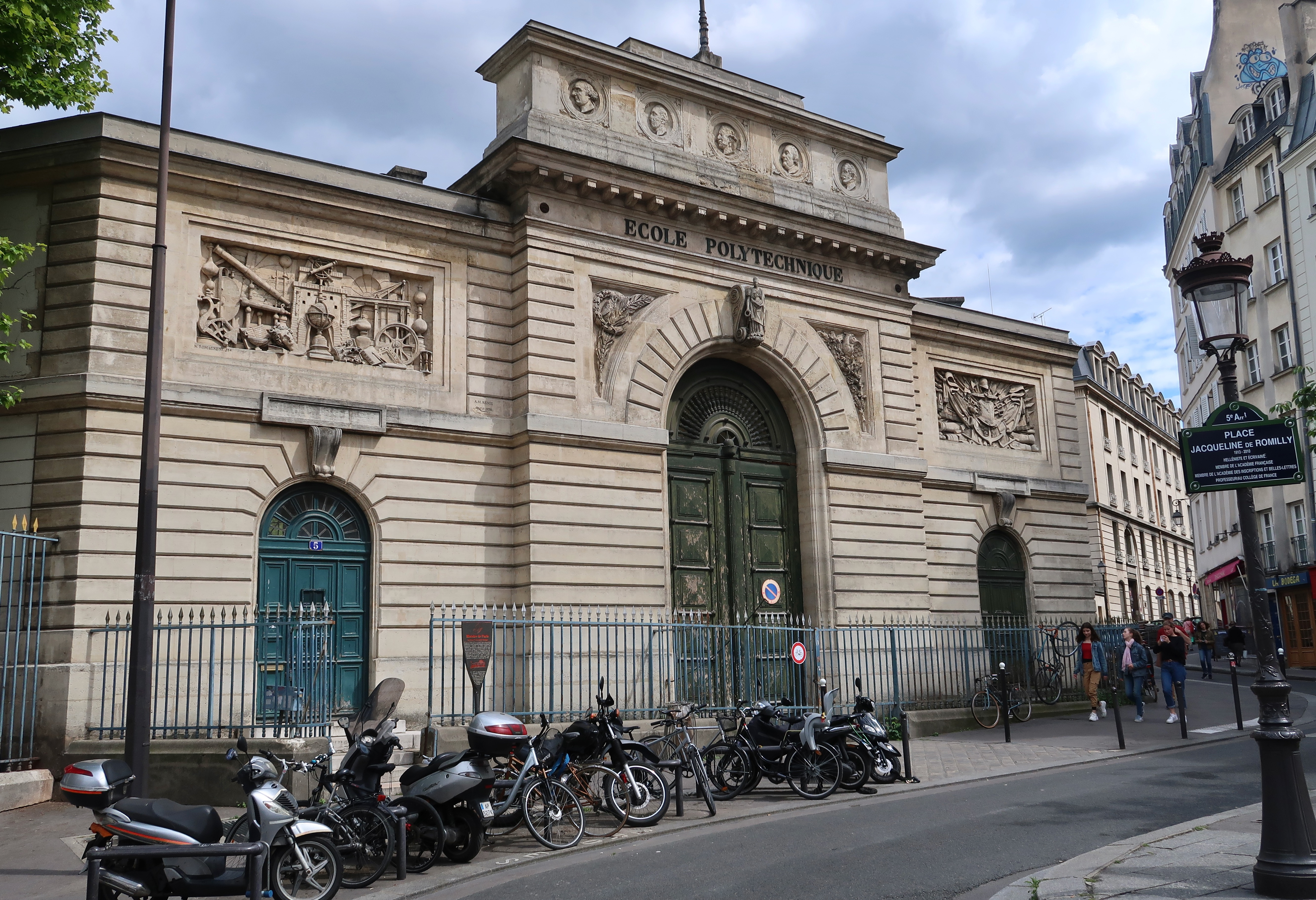
Entrée historique de l'École polytechnique à la jonction de la rue de la Montagne-Sainte-Geneviève et de la rue Descartes.

- Haut – A
- B
- C
- D
- E
- F
- G
- H
- I
- J
- K
- L
- M
- N
- O
- P
- Q
- R
- S
- T
- U
- V
- W
- X
- Y
- Z

- Voie D/5 (Voie sans nom de Paris)
- Rue Dante
- Rue Daubenton
- Rue Descartes
- Rue Dolomieu
- Rue Domat
- Pont au Double
- Rue Du Sommerard ou rue Sommerard

### E

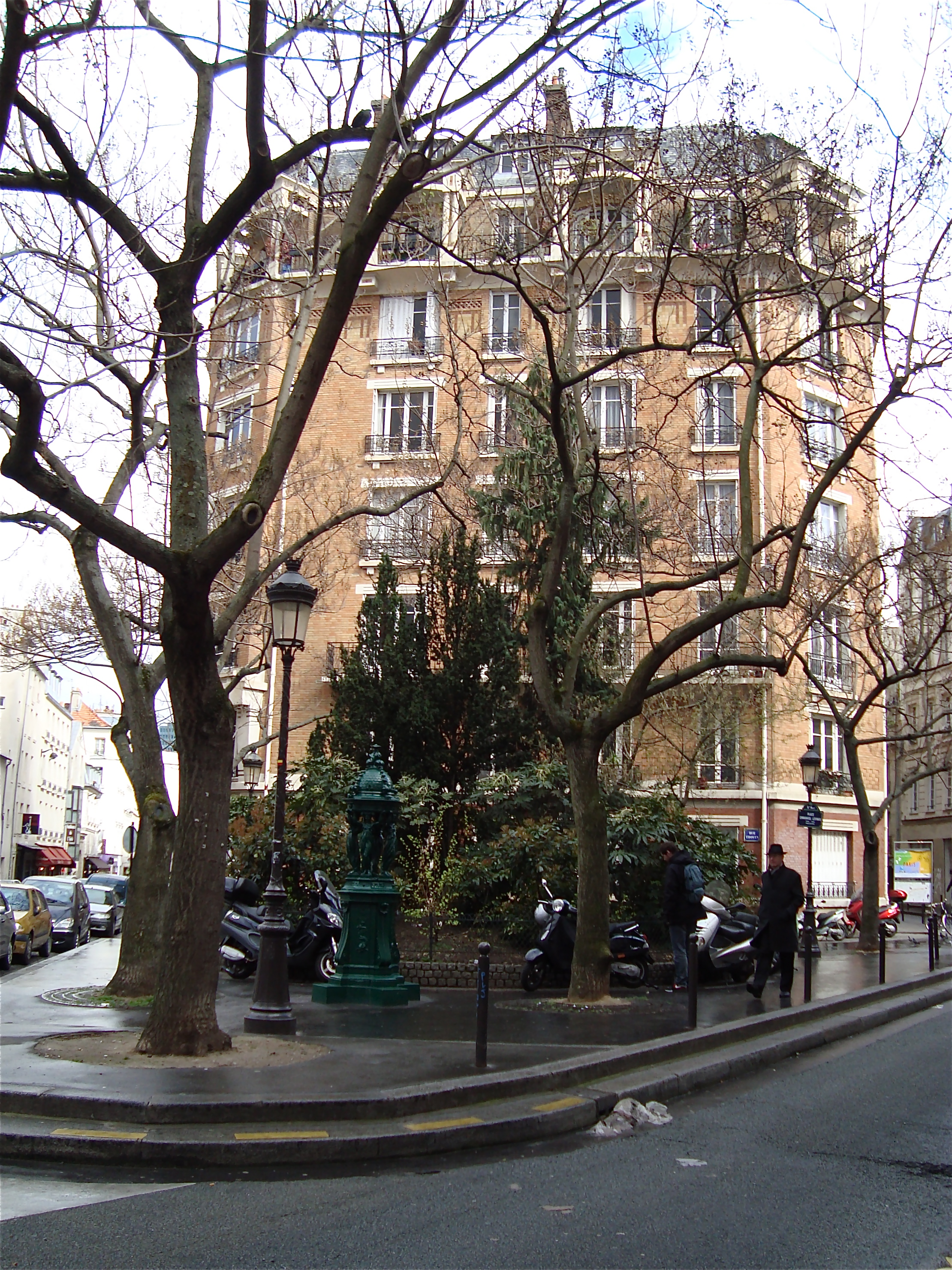
La place Emmanuel-Levinas.

- Haut – A
- B
- C
- D
- E
- F
- G
- H
- I
- J
- K
- L
- M
- N
- O
- P
- Q
- R
- S
- T
- U
- V
- W
- X
- Y
- Z

- Rue de l'École-Polytechnique
- Rue des Écoles
- Rue d'Écosse
- Rue Édouard-Quénu
- Place Émile-Mâle
- Place de l'Émir-Abdelkader
- Place Emmanuel-Levinas
- Rue de l'Épée-de-Bois
- Rue Érasme
- Rue de l'Essai
- Place de l'Estrapade
- Rue de l'Estrapade

### F

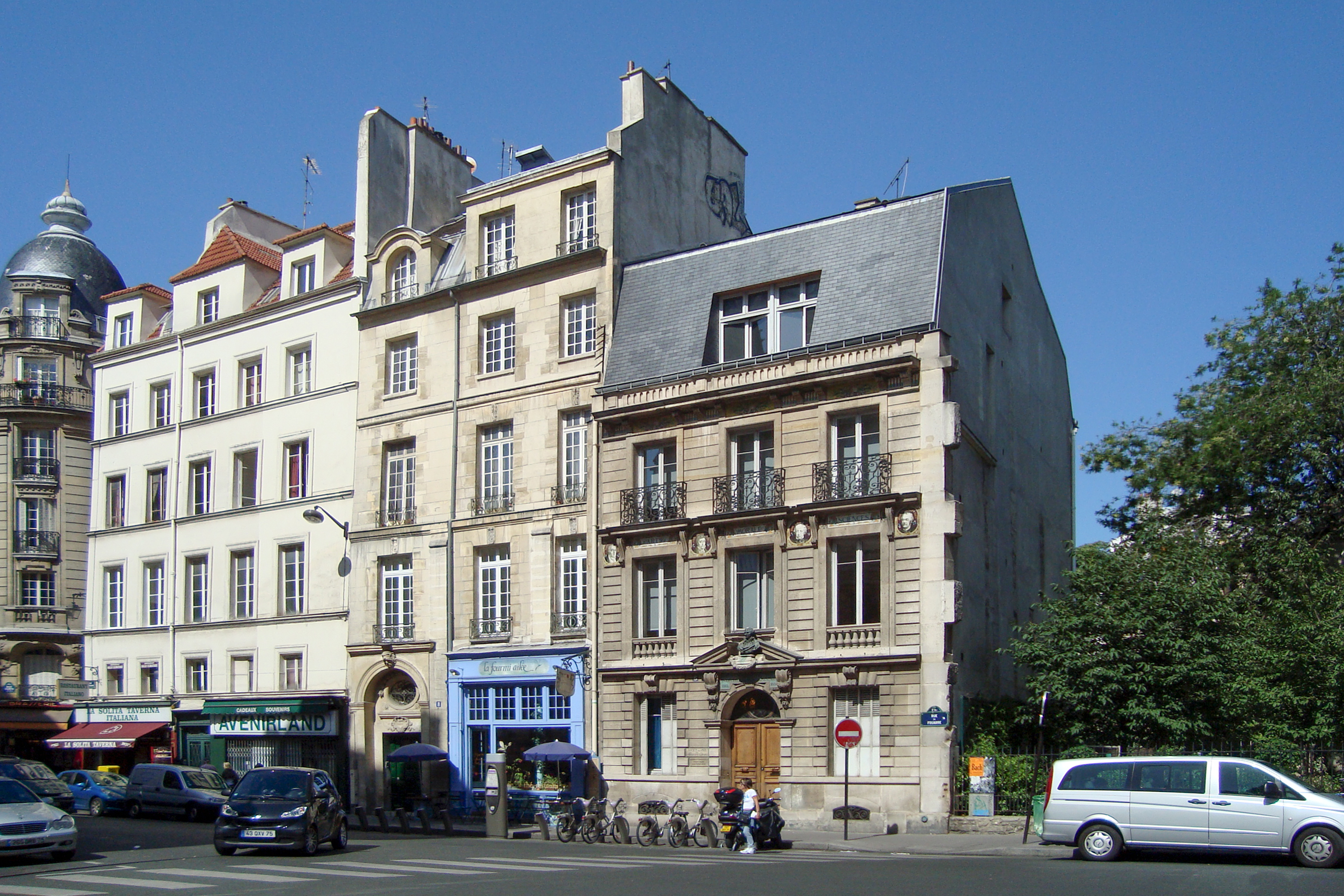
Rue du Fouarre.

- Haut – A
- B
- C
- D
- E
- F
- G
- H
- I
- J
- K
- L
- M
- N
- O
- P
- Q
- R
- S
- T
- U
- V
- W
- X
- Y
- Z

- Rue du Fer-à-Moulin
- Rue des Feuillantines
- Rue Flatters
- Rue des Fossés-Saint-Bernard
- Rue des Fossés-Saint-Jacques
- Rue des Fossés-Saint-Marcel
- Rue du Fouarre
- Rue Frédéric-Sauton
- Rue Fustel-de-Coulanges

### G

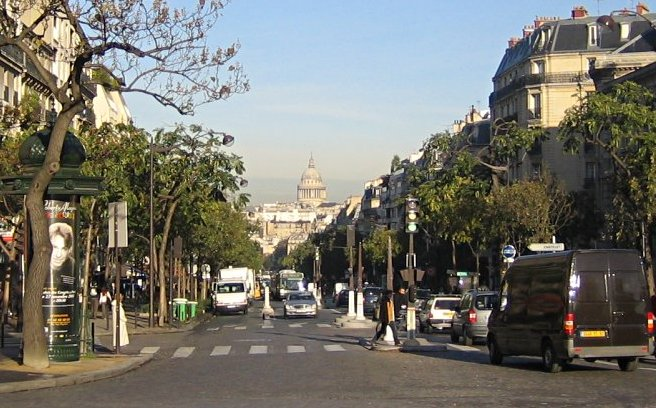
Avenue des Gobelins et sa perspective sur la Montagne Sainte-Geneviève et le Panthéon de Paris.

- Haut – A
- B
- C
- D
- E
- F
- G
- H
- I
- J
- K
- L
- M
- N
- O
- P
- Q
- R
- S
- T
- U
- V
- W
- X
- Y
- Z

- Voie G/5 (Voie sans nom de Paris)
- Rue Galande
- Rue Gay-Lussac
- Rue Geoffroy-Saint-Hilaire
- Avenue Georges-Bernanos
- Rue Georges-Desplas
- Place Georges-Moustaki
- Avenue des Gobelins
- Rue Gracieuse
- Rue des Grands-Degrés
- Rue du Gril
- Rue Guy-de-La-Brosse

### H

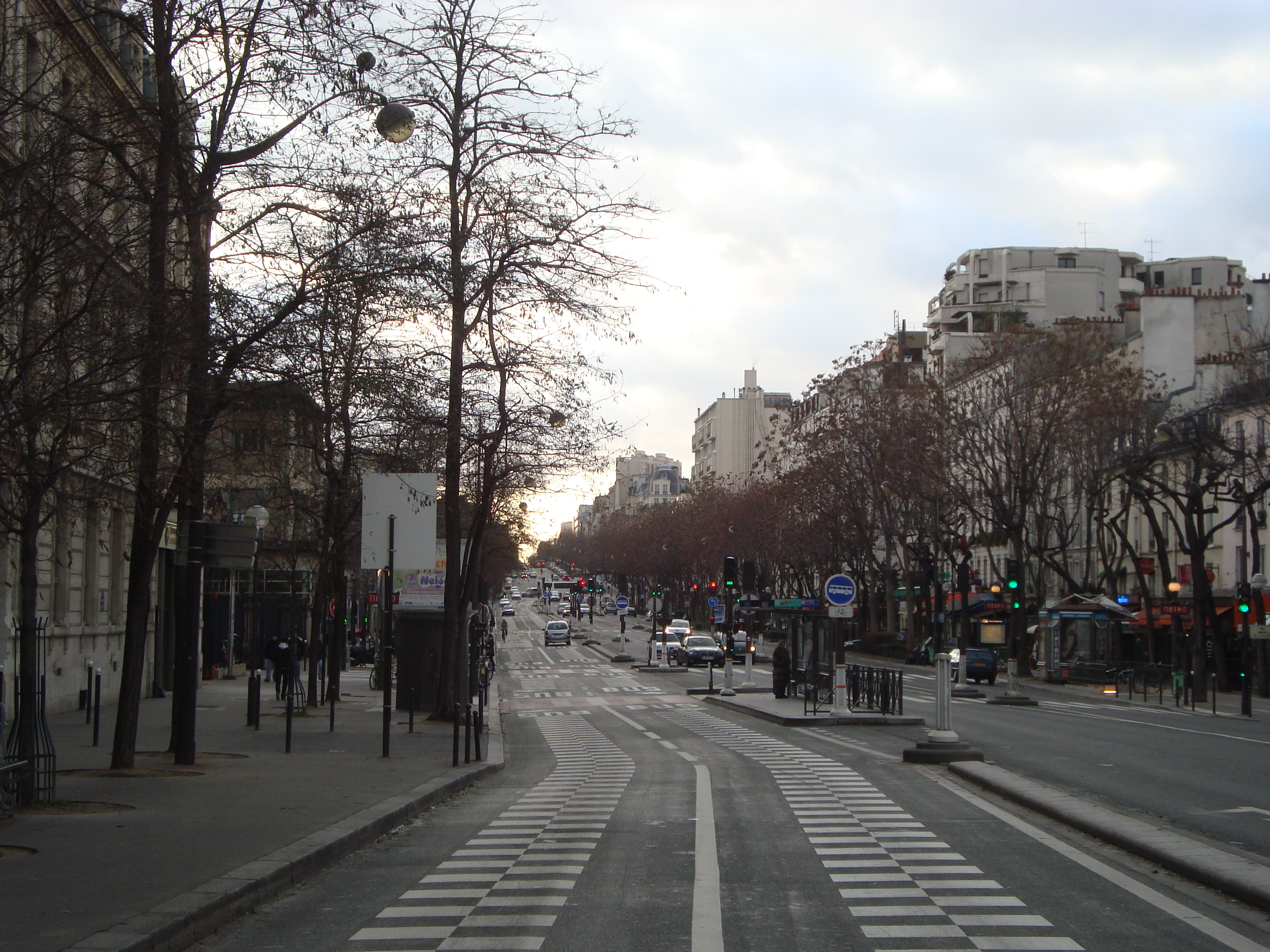
Le boulevard de l'Hôpital depuis sa partie basse.

- Haut – A
- B
- C
- D
- E
- F
- G
- H
- I
- J
- K
- L
- M
- N
- O
- P
- Q
- R
- S
- T
- U
- V
- W
- X
- Y
- Z

- Voie H/5 (Voie sans nom de Paris)
- Rue de la Harpe
- Rue du Haut-Pavé
- Rue Henri-Barbusse
- Boulevard de l'Hôpital
- Rue de l'Hôtel-Colbert
- Rue de la Huchette

### I
- Haut – A
- B
- C
- D
- E
- F
- G
- H
- I
- J
- K
- L
- M
- N
- O
- P
- Q
- R
- S
- T
- U
- V
- W
- X
- Y
- Z

- Rue des Irlandais

### J

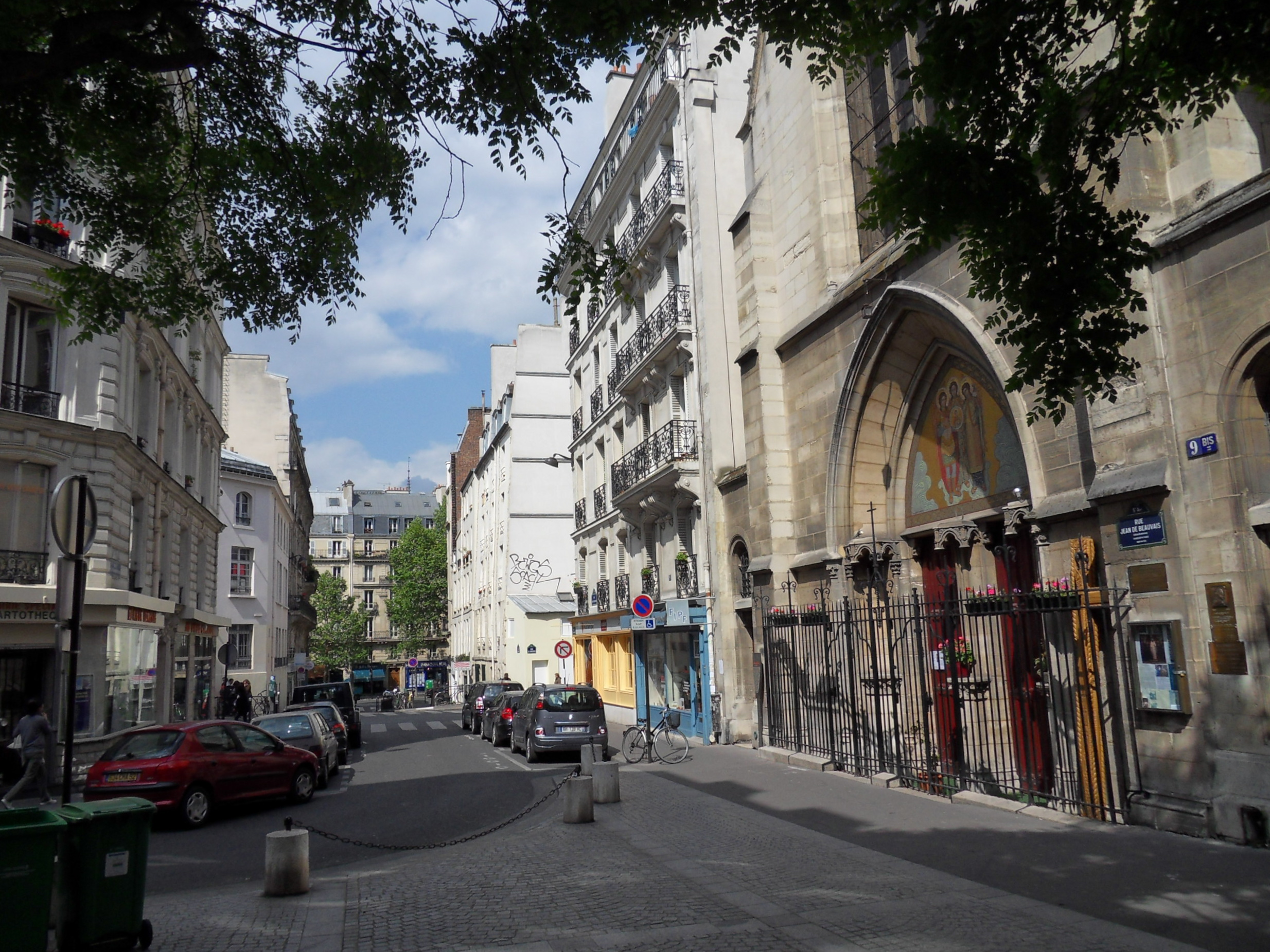
La rue Jean-de-Beauvais vue vers le sud, avec la façade de l'église des Saints-Archanges.

- Haut – A
- B
- C
- D
- E
- F
- G
- H
- I
- J
- K
- L
- M
- N
- O
- P
- Q
- R
- S
- T
- U
- V
- W
- X
- Y
- Z

- Placette Jacqueline-de-Romilly
- Placette Jacques-Duhamel
- Rue Jacques-Henri-Lartigue
- Passage Jaillot
- Rue Jean-Calvin
- Rue Jean-de-Beauvais
- Place Josette-et-Maurice-Audin
- Place Jussieu
- Rue Jussieu

### L

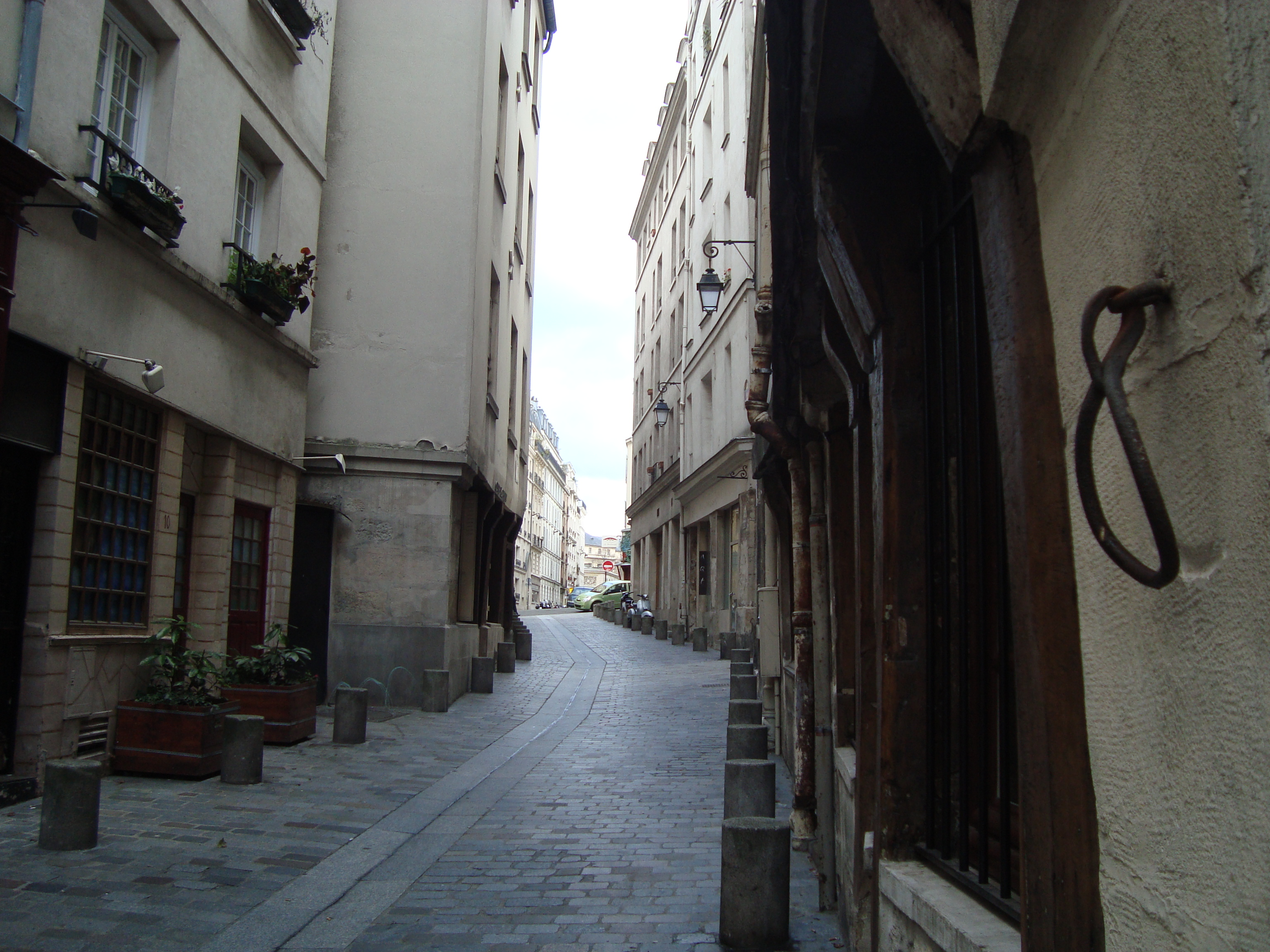
La rue de Lanneau.

- Haut – A
- B
- C
- D
- E
- F
- G
- H
- I
- J
- K
- L
- M
- N
- O
- P
- Q
- R
- S
- T
- U
- V
- W
- X
- Y
- Z

- Rue Lacépède
- Rue Lagarde
- Square Lagarde
- Rue Lagrange
- Rue de Lanneau
- Rue Laplace
- Rue Laromiguière
- Rue Larrey
- Rue de Latran
- Rue Le Goff
- Rue Lhomond
- Rue Linné
- Place Louis-Marin
- Rue Louis-Thuillier
- Place Lucien-Herr
- Rue des Lyonnais

### M
- Haut – A
- B
- C
- D
- E
- F
- G
- H
- I
- J
- K
- L
- M
- N
- O
- P
- Q
- R
- S
- T
- U
- V
- W
- X
- Y
- Z

- Rue Maître-Albert
- Rue Malebranche
- Rue Malus
- Place Marcelin-Berthelot
- Impasse du Marché-aux-Chevaux
- Rue du Marché-des-Patriarches
- Impasse Maubert
- Place Maubert
- Passage Maurel
- Rue de Mirbel
- Place Mohammed-V
- Place Monge
- Rue Monge

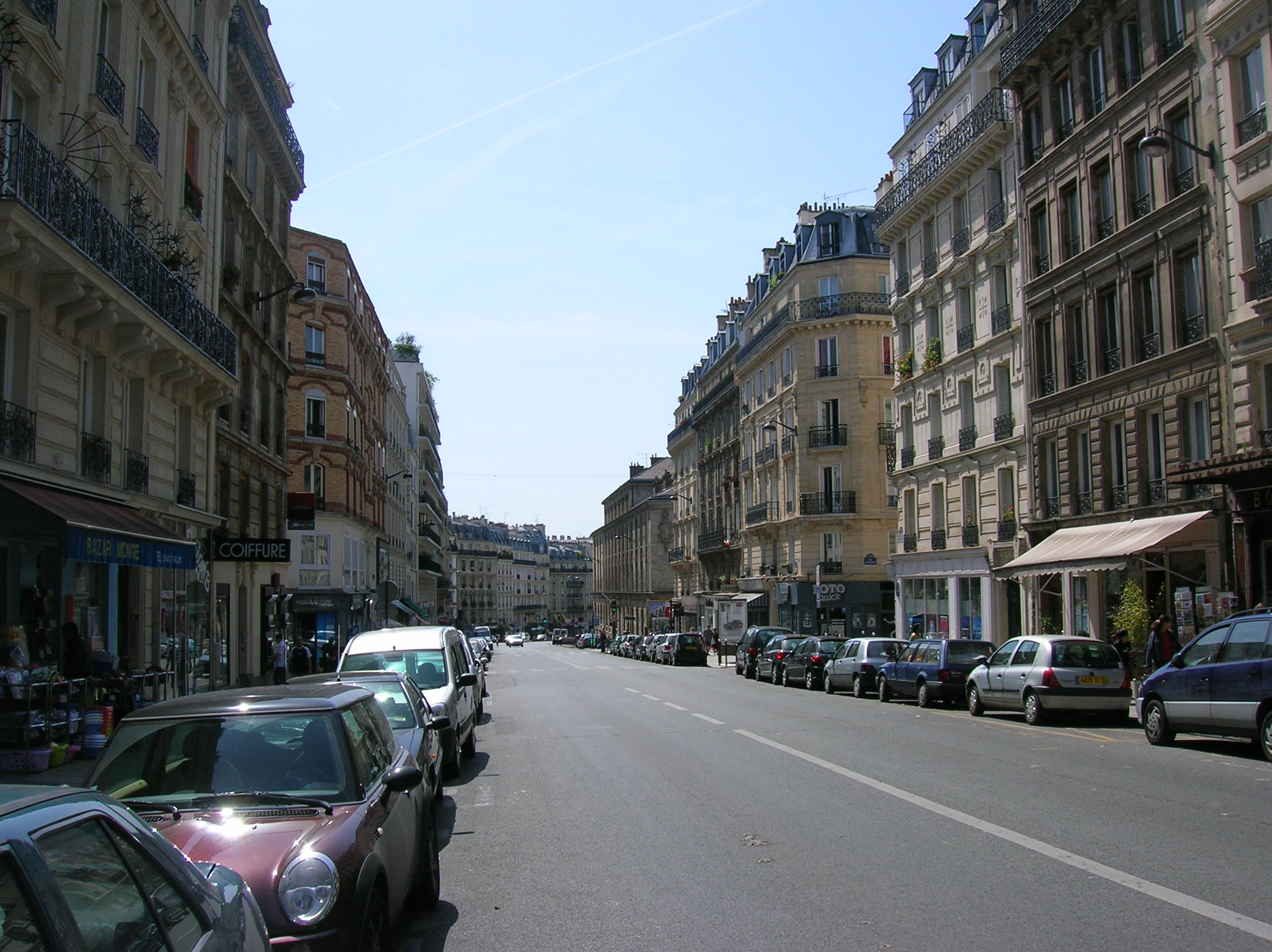
La rue Monge.

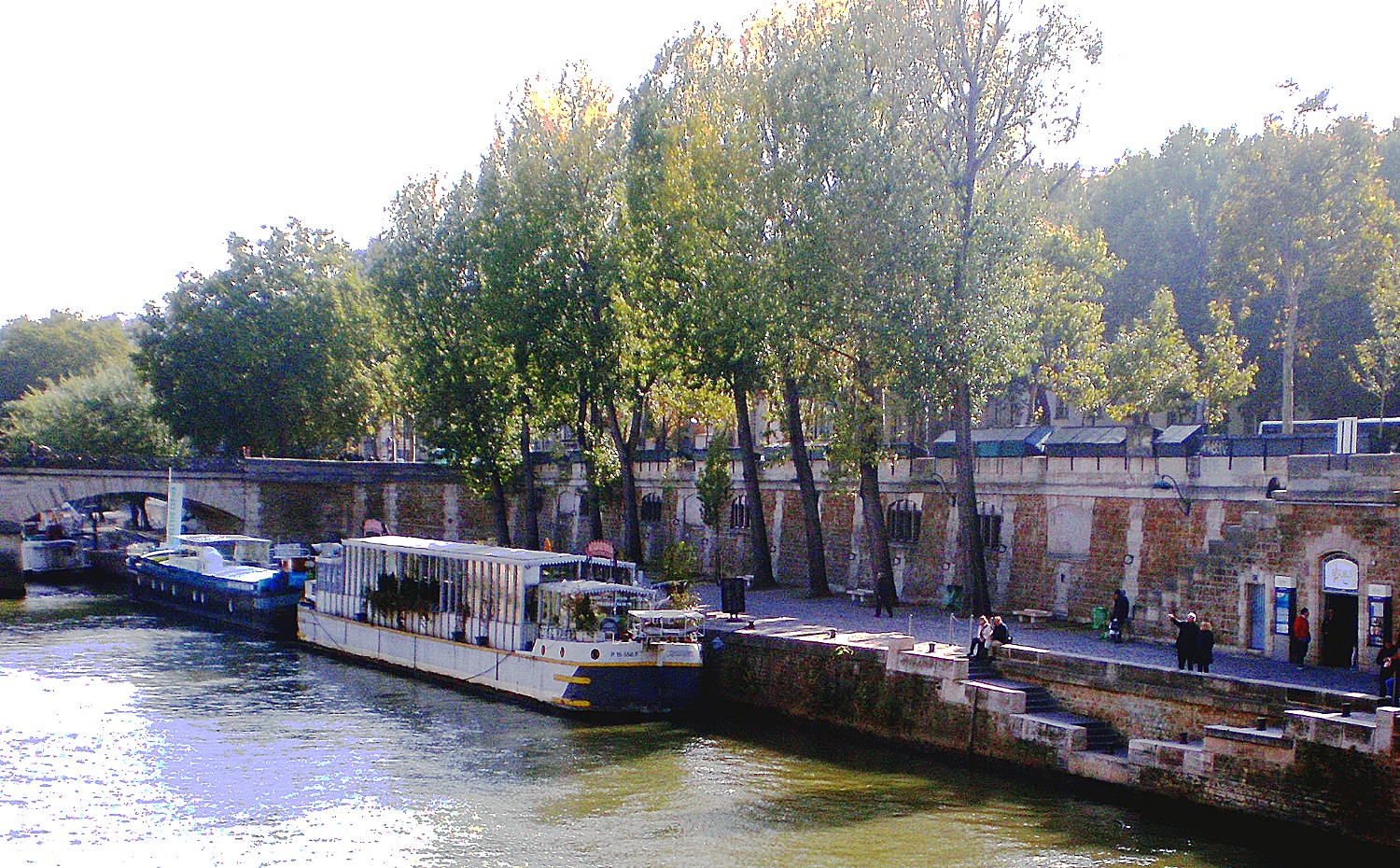
Le quai de Montebello et la Seine.

- Rue de la Montagne-Sainte-Geneviève
- Port de Montebello
- Quai de Montebello
- Rue Mouffetard
- Square de la Mutualité

### N
- Haut – A
- B
- C
- D
- E
- F
- G
- H
- I
- J
- K
- L
- M
- N
- O
- P
- Q
- R
- S
- T
- U
- V
- W
- X
- Y
- Z

- Voie N/5 (Voie sans nom de Paris)
- Rue de Navarre
- Rue Nicolas-Houël

### O
- Haut – A
- B
- C
- D
- E
- F
- G
- H
- I
- J
- K
- L
- M
- N
- O
- P
- Q
- R
- S
- T
- U
- V
- W
- X
- Y
- Z

- Avenue de l'Observatoire
- Rue Ortolan

### P

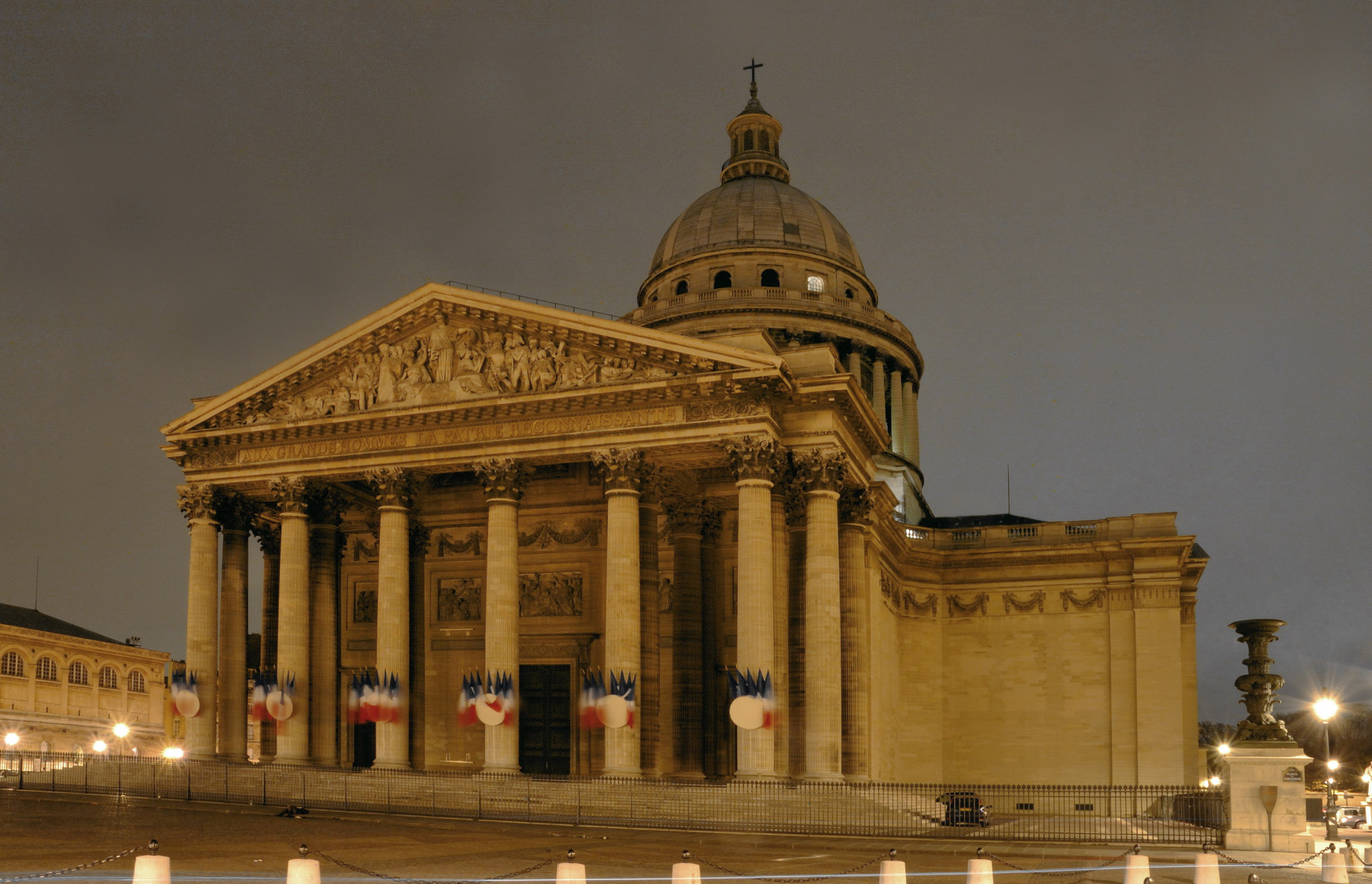
La place du Panthéon.

- Haut – A
- B
- C
- D
- E
- F
- G
- H
- I
- J
- K
- L
- M
- N
- O
- P
- Q
- R
- S
- T
- U
- V
- W
- X
- Y
- Z

- Place P/5
- Rue Paillet
- Place du Panthéon
- Rue de la Parcheminerie
- Rue Pascal
- Passage des Patriarches
- Rue des Patriarches
- Square Paul-Langevin
- Place Paul-Painlevé
- Rue du Père-Teilhard-de-Chardin
- Rue Pestalozzi
- Rue du Petit-Moine
- Place du Petit-Pont
- Rue du Petit-Pont
- Rue Pierre-Brossolette
- Rue Pierre-et-Marie-Curie
- Place Pierre-Lampué
- Rue Pierre-Nicole
- Rue de Poissy
- Rue Poliveau
- Petit-Pont
- Rue de Pontoise
- Boulevard de Port-Royal
- Passage des Postes
- Rue du Pot-de-Fer
- Rue des Prêtres-Saint-Séverin
- Place du Puits-de-l'Ermite
- Rue du Puits-de-l'Ermite

### Q
- Haut – A
- B
- C
- D
- E
- F
- G
- H
- I
- J
- K
- L
- M
- N
- O
- P
- Q
- R
- S
- T
- U
- V
- W
- X
- Y
- Z

- Rue de Quatrefages

### R
- Haut – A
- B
- C
- D
- E
- F
- G
- H
- I
- J
- K
- L
- M
- N
- O
- P
- Q
- R
- S
- T
- U
- V
- W
- X
- Y
- Z

- Rue Rataud
- Promenade René-Capitant
- Rue Rollin
- Impasse Royer-Collard
- Rue Royer-Collard

### S

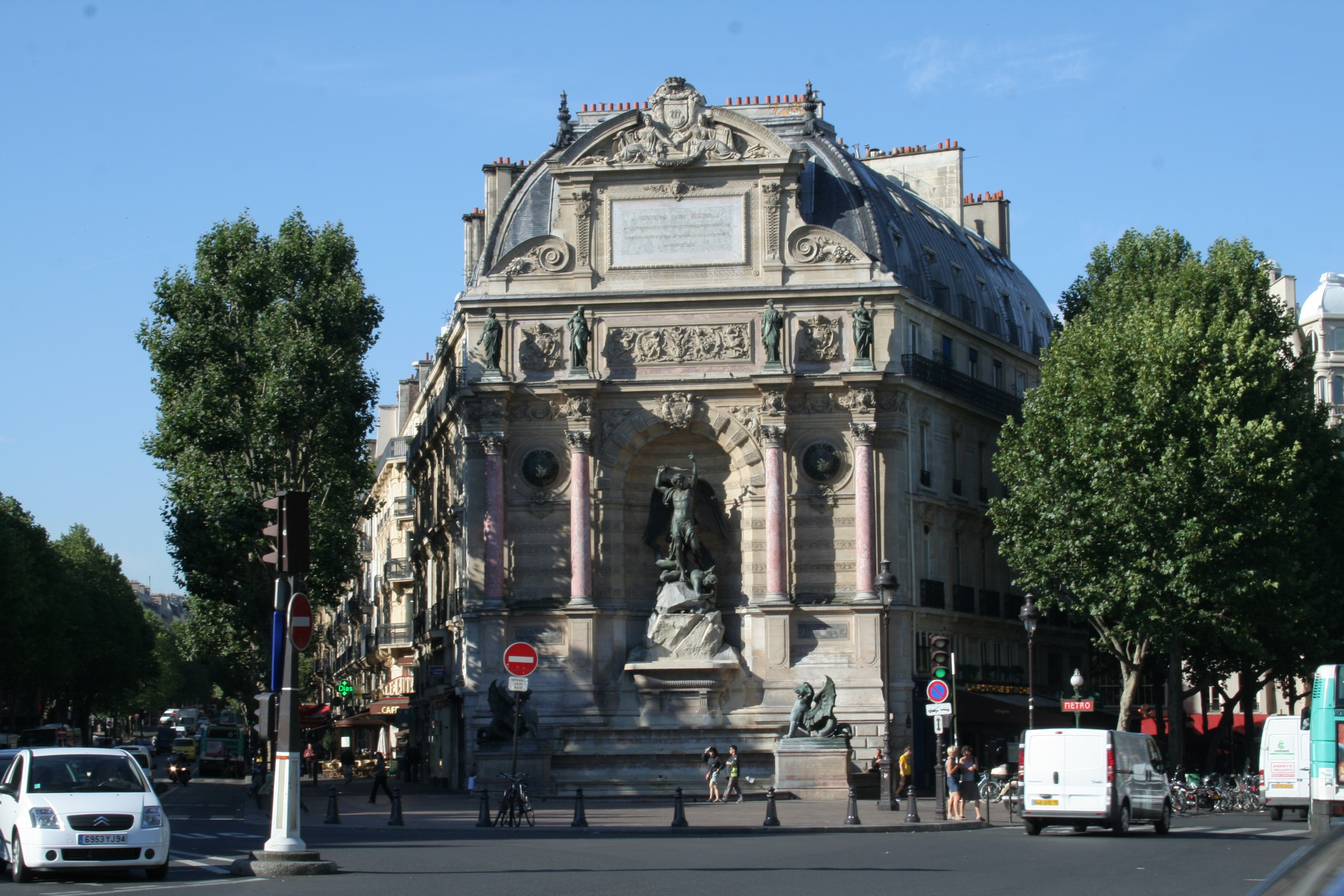
La place Saint-Michel et la Fontaine Saint-Michel.

- Haut – A
- B
- C
- D
- E
- F
- G
- H
- I
- J
- K
- L
- M
- N
- O
- P
- Q
- R
- S
- T
- U
- V
- W
- X
- Y
- Z

- Port Saint-Bernard
- Quai Saint-Bernard
- Place Sainte-Geneviève
- Rue Saint-Étienne-du-Mont
- Boulevard Saint-Germain
- Rue Saint-Jacques
- Rue Saint-Julien-le-Pauvre
- Boulevard Saint-Marcel
- Rue Saint-Médard
- Pont Saint-Michel
- Boulevard Saint-Michel
- Place Saint-Michel
- Quai Saint-Michel
- Rue Saint-Séverin
- Rue Saint-Victor
- Impasse Salembrière
- Rue Santeuil
- Rue Scipion
- Passage de la Sorbonne
- Place de la Sorbonne
- Rue de la Sorbonne
- Rue Soufflot
- Pont de Sully

### T
- Haut – A
- B
- C
- D
- E
- F
- G
- H
- I
- J
- K
- L
- M
- N
- O
- P
- Q
- R
- S
- T
- U
- V
- W
- X
- Y
- Z

- Rue Thénard
- Allée Théodore-Vacquer
- Rue Thouin
- Rue Toullier
- Rue Tournefort
- Pont de la Tournelle
- Port de la Tournelle
- Quai de la Tournelle
- Rue des Trois-Portes

### U
- Haut – A
- B
- C
- D
- E
- F
- G
- H
- I
- J
- K
- L
- M
- N
- O
- P
- Q
- R
- S
- T
- U
- V
- W
- X
- Y
- Z

- Rue d'Ulm
- Rue des Ursulines

### V

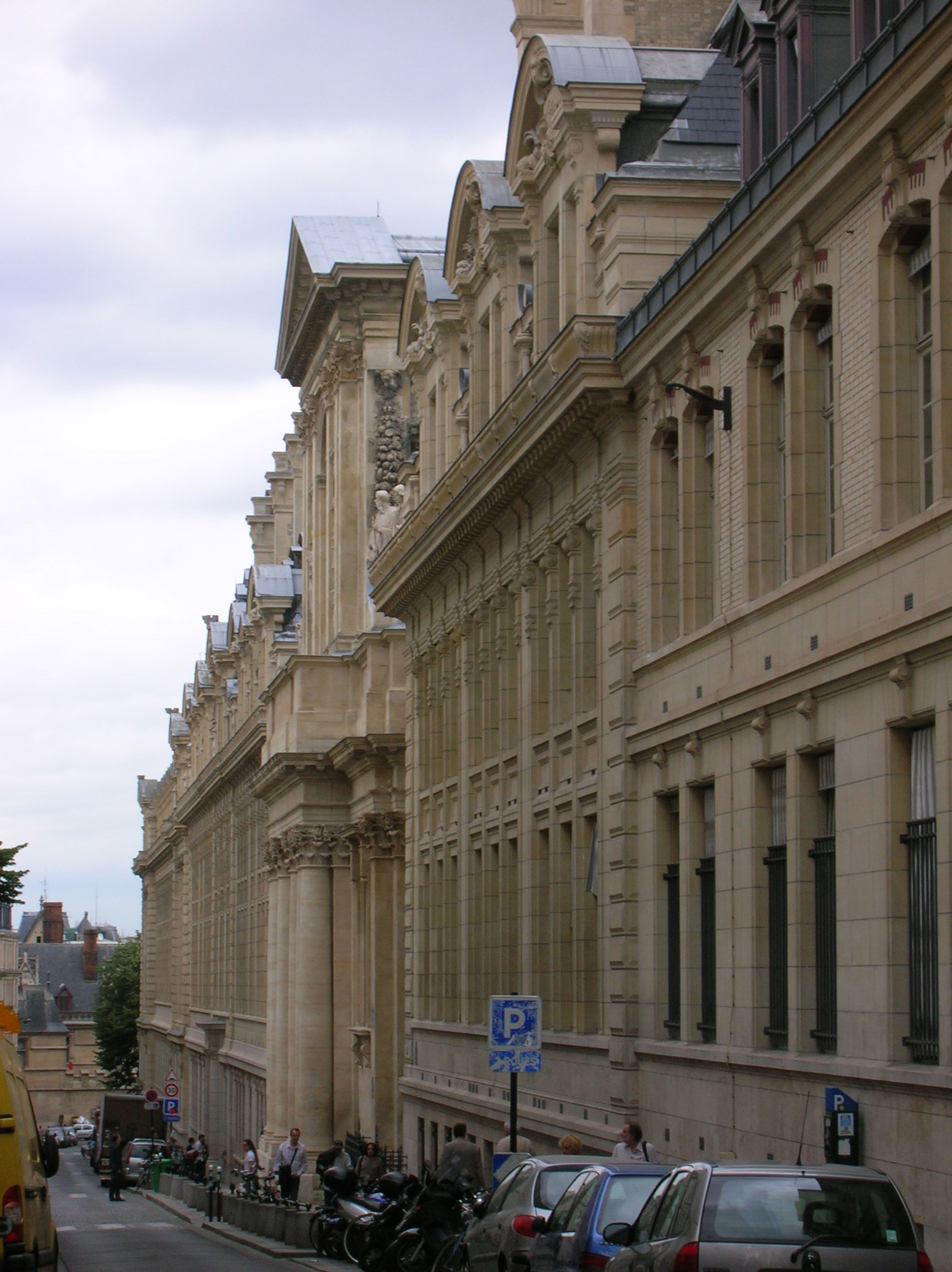
La rue Victor-Cousin et la Sorbonne.

- Haut – A
- B
- C
- D
- E
- F
- G
- H
- I
- J
- K
- L
- M
- N
- O
- P
- Q
- R
- S
- T
- U
- V
- W
- X
- Y
- Z

- Rue du Val-de-Grâce
- Square Valence
- Rue de Valence
- Rue Valette
- Place Valhubert
- Rue Vauquelin
- Square Vermenouze
- Rue Vésale
- Rue Victor-Cousin

### X
- Haut – A
- B
- C
- D
- E
- F
- G
- H
- I
- J
- K
- L
- M
- N
- O
- P
- Q
- R
- S
- T
- U
- V
- W
- X
- Y
- Z

- Rue Xavier-Privas